# قول مسعود
قول مسعود یکی از مناطق وُلُسوالی (شهرستان) ورس ولایت (استان) بامیان افغانستان است.
برخی از روستاهای منطقه قول مسعود عبارتند از:
سلتان بگ، قلعچه، رگگ، زرسنگ، زردگ برنه، کدلگ، ولتگ، و سنب الاق.

## نحوه زندگی
مردم قول مسعود به دامداری و کشاورزی  مشغول هستند. آنان در فصل پاییز دامهای خود را به شهر آورده
و میفروشند و برای فصل سرما آماده می‌شوند. زمستان سرد را س‌پری می‌کنند با آمدن بهار دوباره به کشاورزی و دامداری مشغول می‌شوند